# Dónut de crema de Boston

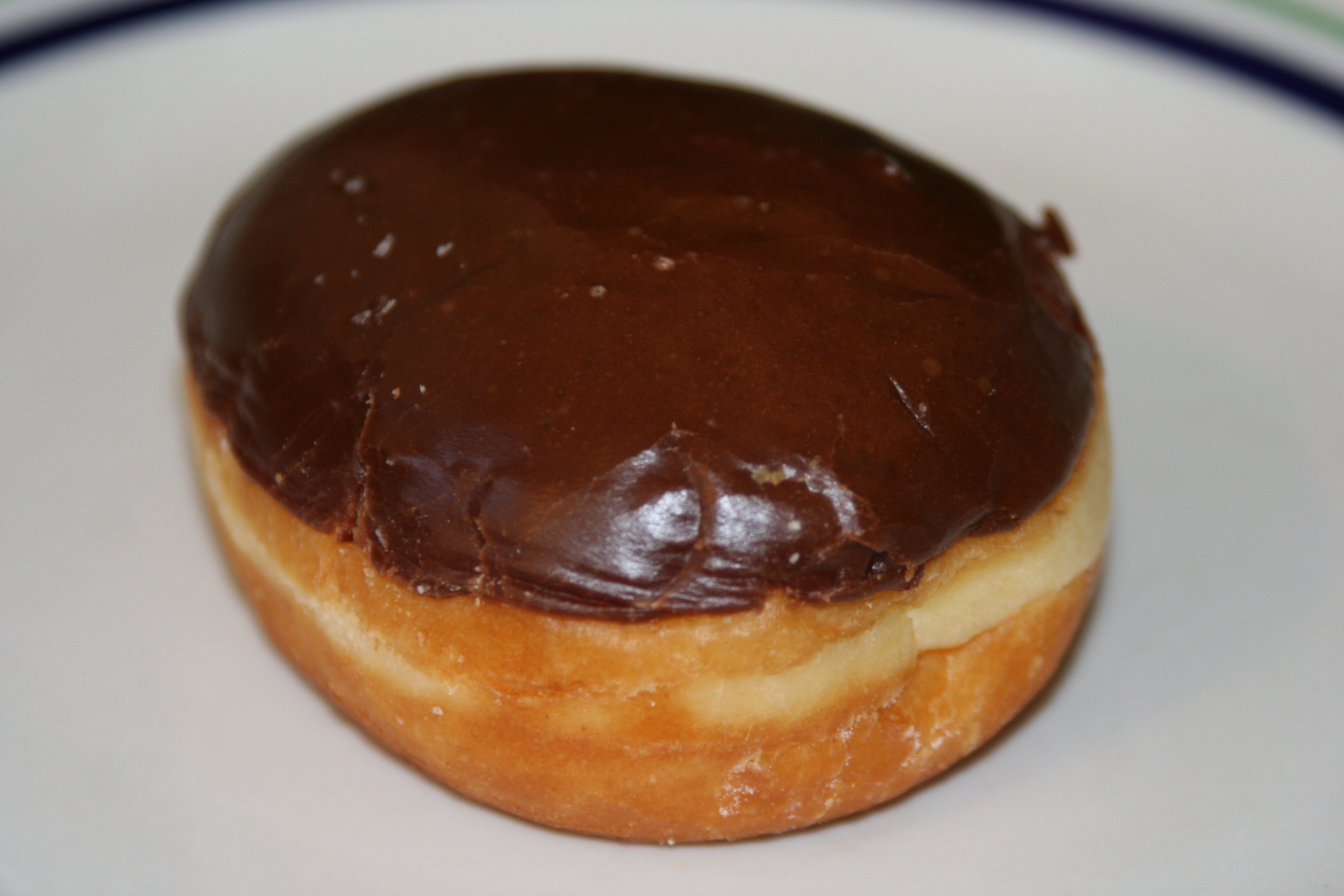
Dónut de crema de Boston.

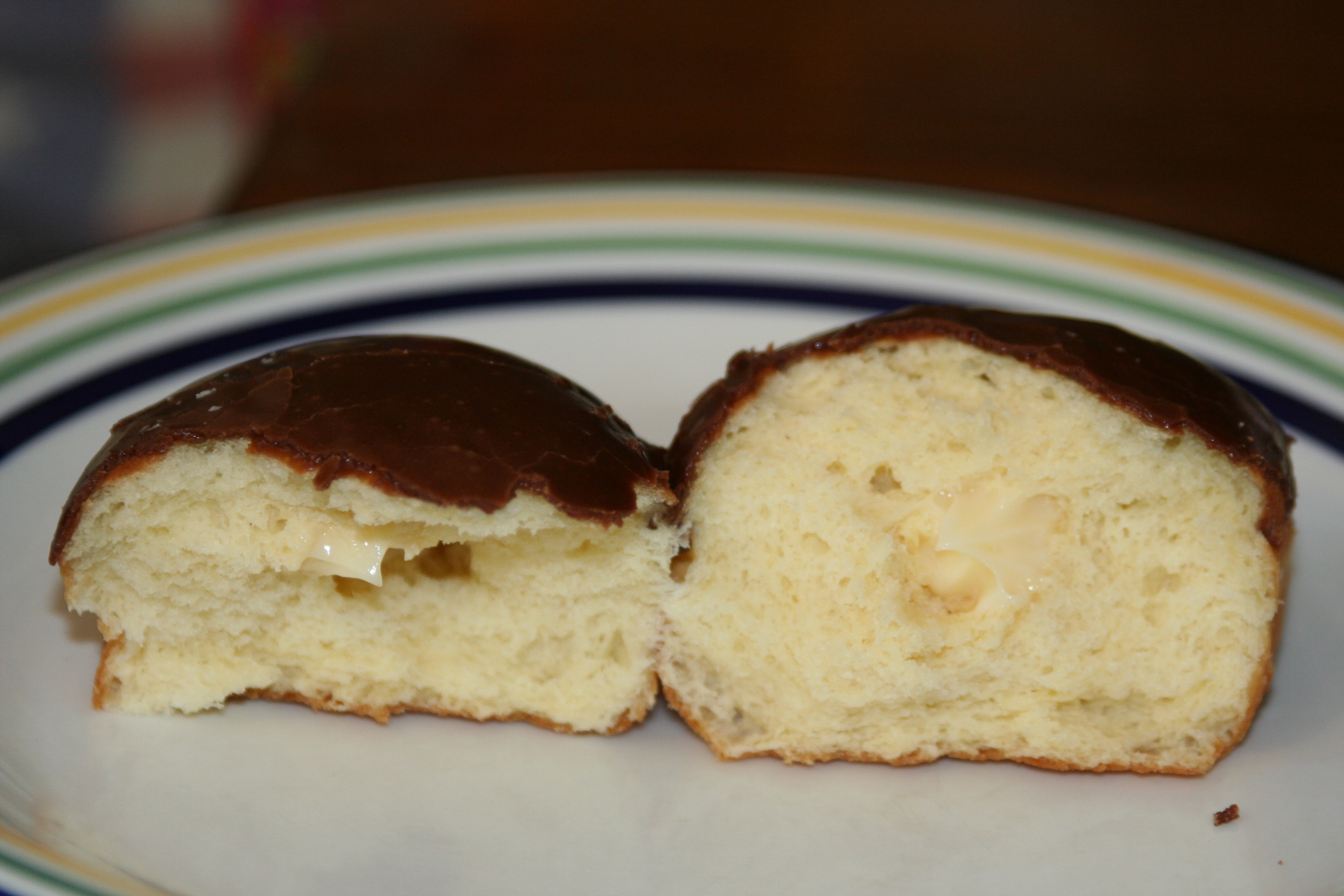
Vista al interior de una dónut de crema de Boston rellena de crema.

La dónut de crema es una dónut con glaseado de chocolate y crema de vainilla o relleno cremoso. Esta dónut fue diseñada como la dónut oficial de Massachusetts en 2003, después del Pastel de crema de Boston fue elegido como el postre del estado en 1996. Son hechas con azúcar, manteca, harina, leche entera, vainilla, y huevos.